# اولگا ۳۰۴
سیارک ۳۰۴ (به انگلیسی: 304 Olga) سیصد و چهارمین سیارک کشف شده‌است که در ۱۴ فوریه ۱۸۹۱ و در وین کشف شد.
قدر مطلق سیارک برابر ۹٫۷۴ است.